# El niño de barro
El niño de barro és una pel·lícula argentina de 2007, dirigida per Jorge Algora, basada en els assassinats de Cayetano Santos Godino, més conegut com el Petiso Orejudo (1896-1944), qui va ser el assassí en sèrie més jove de l'Argentina.

## Argument
A la ciutat de Buenos Aires en 1912, Estela és una dona espanyola al costat del seu fill Mateo de deu anys qui veia contínuament escenes de violència al carrer. A més, Mateo era víctima de maltractaments pel seu padrastre, Octavio, qui recrimina a Estela per no haver-li donat disciplina al seu fill.
Un nou i estrany succés comença quan un fotògraf decideix pagar-li 20 centaus a Mateo amb el propòsit en què aquest pogués treure's una sèrie de fotos amb una nena que estava jugant al carrer. El fotògraf li va demanar a Mateo poder fotografiar-lo a aquest i a la nena, però volia que Mateo sigui capaç d'aparèixer a la foto mentre li baixava la faldilla a la nena i més tard la roba interior. La nena finalment decideix no ser fotografiada d'aquesta forma i Mateo fuig.
Després, Mateo té violentes imatges que no poden ser excloses dels seus pensaments, que tracten sobre el nen Arturo, qui havia estat colpejat i finalment penjat en un carrusel. El cadàver és vist pel comissari Petrie qui s'interessa en el cas i veu una estranya mostra d'animals morts en un rafal.
Octavio convenç a Estela que porti al seu fill al consultori del Dr. Soria, per a veure si aquest estava malalt psicològicament. Mateo exclama que havia estat en el lloc del crim d'Arturo, però en el seu somnis. El comissari Petrie apareix en el consultori per a escoltar la conversa i després, el Dr. Soria li diu a Estela que les visions i malsons de Mateo es deu a la seva feblesa o problema de cap salut. Soria comença a fer estudis amb el cadàver d'Arturo i s'adona que no va morir pels cops, sinó per asfíxia, tal com Mateo havia vist en els seus somnis.

## Repartiment
- Maribel Verdú - Estela.
- Daniel Freire - el Comissari Petrie
- Juan Ciancio - Mateo
- César Bordón - Octavio
- Chete Lera - el Dr. Soria
- Abel Ayala - Cayetano
- Roly Serrano - Blas
- Emilio Bardi - Fiore Godino
- Daniela Penerini - Lucía Godino
- Sergio Boris - Sr. Palacios
- Eugenia Aguilar - Luana Luppof
- Oscar Alegre - Valentín
- Mario Moscoso - Benito Luppof
- Pablo Krinski - Paco Cebrián
- Mónica Lairana - Aurelia Estévez
- Jonathan Gruber - Roque Muñiz
- Ana María Castel - Eulalia Galán
- Nicolás Torcanowsky - Arturo Larrondo
- Enzo Hoffman - Severino Infante
- Sebastián Italiano - Elvio Cucuozzo
- Shahir Jaller - Jesualdo Cucuozzo
- Rosalía Martínez - la jove prostituta 1
- Nataliya Peulak - la jove prostituta 2
- Fernando Prado - el policia de civil
- Rodrigo Barrena - Policia de civil
- Daniel Reyes - el policia d'alfalfar
- Silvia Torcanowsky - la mare de Arturo
- Mariana Torres - la mare de Roque
- César Ferro - el nen del carrusel
- Tomás Gardano - el nen del carrusel
- Sasha Musis - nena de carrusel

## Producció
El director Jorge Algora decideix poder donar a conèixer la història sobre un dels criminals argentins, Cayetano Santos Godino qui també és conegut com el "Petiso orejudo". Algora decideix canviar la trama del succés esdevingut però que no afectaria la realitat. L'actriu Maribel Verdú és contractada per a protagonitzar la pel·lícula i també amb Daniel Freire. Gran part de l'elenc havia de realitzar escenes de la pel·lícula a Galícia, Espanya, però majorment a Buenos Aires, l'Argentina.

## Premis
52a edició dels Premis Sant Jordi de Cinematografia
| Categoria                             | Persona       | Resultat   |
| ------------------------------------- | ------------- | ---------- |
| Millor actriu en pel·lícula espanyola | Maribel Verdú | Guanyadora |
XXII Premis Goya
| Categoria             | Persona        | Resultat |
| --------------------- | -------------- | -------- |
| Millor cançó original | Daniel Melingo | Nominada |
Premis Mestre Mateo
| Any  | Categoria                                   | Persona/s                                       | Resultat   |
| ---- | ------------------------------------------- | ----------------------------------------------- | ---------- |
| 2007 | Millor llargmetratge                        | Millor llargmetratge                            | Guanyadora |
| 2007 | Millor direcció                             | Jorge Algora                                    | Guanyador  |
| 2007 | Millor interpretació masculina protagonista | Juan Ciancio                                    | Nominat    |
| 2007 | Millor interpretació masculina protagonista | Daniel Freire                                   | Nominat    |
| 2007 | Millor interpretació masculina protagonista | Chete Lera                                      | Guanyadora |
| 2007 | Millor interpretació femenina protagonista  | Maribel Verdú                                   | Nominada   |
| 2007 | Millor interpretació masculina secundària   | Abel Ayala                                      | Nominat    |
| 2007 | Millor guió                                 | Jorge Algora, Christian Busquier e Héctor Carré | Guanyadors |
| 2007 | Millor muntatge                             | Rita Romero                                     | Nominada   |
| 2007 | Millor so                                   | Perfecto de San José Prieto i Alberto Suárez    | Nominats   |
| 2007 | Millor direcció artística                   | Mariela Rípodas                                 | Guanyadora |
| 2007 | Millor direcció de producció                | Eduard Vallés e Juan Lovece                     | Nominats   |
| 2007 | Millor direcció de fotografia               | Suso Bello                                      | Guanyador  |
| 2007 | Millor maquillatge i perruquerua            | Beata Wojtowicz                                 | Guanyadora |
| 2007 | Millor disseny de vestuari                  | Cecilia Monti                                   | Guanyadora |
| 2007 | Millor música original                      | Nani García                                     | Guanyadora |